# Erik Čikoš
Erik Čikoš (* 31. července 1988, Bratislava) je slovenský fotbalový obránce a bývalý reprezentant, od července 2018 hráč maďarského klubu Debreceni VSC. Mimo Slovensko působil na klubové úrovni v Polsku, Itálii a ve Skotsku. Nastupuje na pravém nebo levém kraji obrany.

## Klubová kariéra
Svoji fotbalovou kariéru začal v Interu Bratislava, jehož je odchovanec. V sezoně 2005/06 debutoval v A-týmu, ve kterém nastupoval během celého svého působení v nejvyšší soutěži i ve druhé lize.

### MFK Petržalka
V únoru 2009 odešel do konkurenčního mužstva FC Artmedia Petržalka sídlícího také v Bratislavě.

#### Sezóna 2008/09
Svoji ligovou premiéru v dresu Petržalky si odbyl ve 22. kole hraném 22. března 2009 v souboji s ViOnem Zlaté Moravce, na hřiště přišel v 83. minutě místo Tomáše Kóni a společně se spoluhráči se po skončení zápasu radoval z vysoké výhry 5:0. Na jaře 2009 si připsal sedm ligových utkání.

#### Sezóna 2009/10
Své první ligové góly v ročníku 2009/09 a zároveň za klub vstřelil ve střetnutí 13. kola proti týmu MFK Dubnica nad Váhom, prosadil se v 84. a 85. minutě a podílel se na výhře Petržalky v poměru 7:0. Potřetí v sezoně skóroval 10. 4. 2010 v souboji s mužstvem FC Nitra (výhra 3:2), když ve 14. minutě zvyšoval na 2:0. Během roku nastoupil ke všem 33 utkáním v lize, ale sestupu do druhé nejvyšší soutěže nezabránil.

### ŠK Slovan Bratislava
V létě 2010 přestoupil z Petržalky do Slovanu Bratislava, odkud obratem směřoval na hostování do celku Wisla Krakov.
Po svém návratu do Slovanu se s "belasými" představil po vypadnutí ve 3. předkole Ligy mistrů UEFA 2011/12 s klubem APOEL FC z Kypru (remíza 0:0 a prohra 0:2) ve čtvrtém předkole - play-off Evropské ligy UEFA 2011/12, v němž Slovan senzačně postoupil přes italský tým AS Řím po výhře 1:0 a remíze 1:1 do skupinové fáze Evropské ligy, v níž Čikoš nehrál. Ligový debut ve Slovanu absolvoval 23. července 2011 proti mužstvu FK Senica (výhra 3:2), nastoupil na celé střetnutí. V ročníku 2012/13 Corgoň ligy se podílel na zisku ligového titulu. Ve stejné sezoně triumfoval Slovan i v domácím poháru, ve kterém však Čikoš neodehrál žádný zápas. V ročníku 2013/14 se podílel na obhajobě titulu, i když na jaře 2014 hostoval v klubu Ross County FC. 5. července 2014 byl u výhry 1:0 nad týmem MFK Košice ve slovenském Superpoháru. Ve 2. předkole Ligy mistrů UEFA 2014/15 v domácím utkání proti mužstvu The New Saints FC z Walesu zařídil vítězným gólem výhru 1:0, odveta skončila výhrou 2:0. Slovan následně postoupil přes moldavský klub FC Sheriff Tiraspol (výhra 2:1 a remíza 0:0) do 4. předkola - play-off, což znamenalo jistou podzimní účast "belasých" v evropských pohárech. Čtvrté předkolo Ligy mistrů Slovan Bratislava proti týmu FK BATE z běloruského Borisova výsledkově nezvládl (remíza 1:1 a prohra 0:3) a musel se spokojit s účastí ve skupinové fázi Evropské ligy UEFA 2014/15. Slovan byl nalosován do skupiny I, kde číhali soupeři SSC Neapol (Itálie), Young Boys Bern (Švýcarsko) a AC Sparta Praha (Česko). Svoji premiérovou ligovou branku v dresu mužstva vsítil v souboji se Senicou (prohra 1:2).
V podzimní části sezony 2015/16 dostal svolení hledat si nové angažmá a hrál za rezervu, do "áčka" se následně vrátil po příchodu kyperského trenéra Nikodemose Papavasilioua. V zimě 2015/16 mu v mužstvu skončila smlouva a podpis nového tříletého kontraktu odmítl. Celkem za Slovan odehrál 55 ligových utkání.

### Wisla Krakov (hostování)
Před ročníkem 2010/11 zamířil hostovat do polského celku Wisla Krakov, ve smlouvě byla zahrnuta i opce na trvalý přestup. Svůj ligový debut za krakówský klub si připsal v úvodním kole hraném 8. 8. 2010 proti týmu Arka Gdynia (výhra 1:0), nastoupil na celých 90 minut. Na jaře 2010 se s mužstvem radoval ze zisku mistrovského titulu. V červnu 2011 se vrátil do Slovanu, jelikož Wisła nevyužila předkupní právo.

### Ross County FC
V lednu 2014 se o něj zajímal klub Ross County FC ze Skotska, který ho chtěl na hostování. Celý transfer se podařilo finalizovat koncem ledna a Čikoš odešel do klubu hostovat do konce sezóny. Setkal se zde se svým krajanem Filipem Kissem, který ho do County doporučil.
V dresu týmu debutoval 15. února 2014 v souboji s celkem Hibernian FC (prohra 1:2), odehrál celé střetnutí. Před ročníkem 2016/17 se po půl roce bez angažmá do mužstva Ross County vrátil na přestup, nabídku měl také od polské Arky Gdynia. Během celého svého působení nastoupil k 19 ligovým utkání.

### SS Monopoli 1966
V lednu 2017 zamířil jako volný hráč (zadarmo) do Itálie, kde se stal novou posilou tehdy třetiligového celku SS Monopoli 1966. Svoji ligovou premiéru si připsal proti Messině Peloro. Odehrál celých 90 minut, ale porážce 0:1 nezabránil. Při tomto angažmá se však zranil (natrhnutý sval), a proto odehrál za Monopoli jen dva ligové zápasy.

### FK Senica
V létě 2017 se vrátil na Slovensko, kde posílil klub FK Senica. V dresu Senice absolvoval debut v pátém kole hraném 19. 8. 2017 v souboji s klubem FC Nitra (prohra 0:1), nastoupil na celé střetnutí. Během celého působení nastoupil ke dvě střetnutím v lize.

### ŠK Slovan Bratislava (návrat)
V září 2017 Senici opustil a dohodl se na půlroční smlouvě s možností prodloužení se Slovanem Bratislava, kde v minulosti působil. Opačným směrem putoval Samuel Šefčík. Obnovenou ligovou premiéru v dresu Slovanu si odbyl 9. září 2017 v sedmém kole proti týmu AS Trenčín (remíza 2:2), odehrál celých 90 minut. V lednu 2018 uzavřel s vedením "belasých" nový kontrakt platný do konce ročníku 2017/18. 1. května 2018 nastoupil za Slovan ve finále slovenského poháru hraného v Trnavě proti celku MFK Ružomberok, "belasí" porazili svého soupeře v poměru 3:1 a obhájili tak zisk této troje z předešlé sezony 2016/17. V ročníku 2017/18 odehrál za Slovan celkem 14 ligových utkání. V létě 2018 mu vypršela smlouva a odešel.

### Debreceni VSC
Před sezonou 2018/19 se vrátil do zahraničí a uzavřel dvouletý kontakt s maďarským mužstvem Debreceni VSC.

## Klubové statistiky
Aktuální k 18. červenci 2018
| Sezona    | Klub                   | Soutěž        | Zápasy | Góly |
| --------- | ---------------------- | ------------- | ------ | ---- |
| 2005/2006 | FK Inter Bratislava    | Corgoň liga   | 2      | 0    |
| 2006/2007 | FK Inter Bratislava    | Corgoň liga   | 13     | 0    |
| 2007/2008 | FK Inter Bratislava    | 1. liga       | –      | –    |
| 2008/2009 | FK Inter Bratislava    | 1. liga       | –      | –    |
| 2008/2009 | FC Artmedia Petržalka  | Corgoň liga   | 7      | 0    |
| 2009/2010 | MFK Petržalka          | Corgoň liga   | 33     | 3    |
| 2010/2011 | Wisla Krakov (host.)   | Ekstraklasa   | 27     | 0    |
| 2011/2012 | ŠK Slovan Bratislava   | Corgoň liga   | 8      | 0    |
| 2012/2013 | ŠK Slovan Bratislava   | Corgoň liga   | 3      | 0    |
| 2013/2014 | ŠK Slovan Bratislava   | Corgoň liga   | 7      | 0    |
| 2013/2014 | Ross County FC (host.) | Premiership   | 14     | 0    |
| 2014/2015 | ŠK Slovan Bratislava   | Fortuna liga  | 26     | 1    |
| 2015/2016 | ŠK Slovan Bratislava   | Fortuna liga  | 11     | 0    |
| 2016/2017 | Ross County FC         | Premiership   | 5      | 0    |
| 2016/2017 | SS Monopoli 1966       | Serie C       | 2      | 0    |
| 2017/2018 | FK Senica              | Fortuna liga  | 2      | 0    |
| 2017/2018 | ŠK Slovan Bratislava   | Fortuna liga  | 14     | 0    |
| 2018/2019 | Debreceni VSC          | OTP Bank liga |        |      |

## Reprezentační kariéra
Erik Čikoš je bývalý slovenský mládežnický reprezentant, nastupoval za výběry do 18, 19, 20, 21 a 23 let.

### A-mužstvo
V květnu 2014 jej nominoval na dvojici přípravných utkání proti Černé Hoře a Rusku reprezentační trenér Slovenska Ján Kozák. 23. května 2014 debutoval v A-mužstvu Slovenska proti reprezentaci Černé Hory (výhra 2:0), odehrál kompletní utkání. Nastoupil i o tři dny později v Petrohradu proti Rusku (prohra 0:1).

### Reprezentační zápasy a góly
Zápasy Erika Čikoše za A-mužstvo Slovenska
| 2014               | 2 | 0 |
| Celkem             | 2 | 0 |
| Platí k 4. 5. 2017 |   |   |